# Nikolaj Ordnung
JUDr. Nikolaj Ordnung (5. června 1932 – 31. července 2003) byl československý basketbalista, účastník Mistrovství Evropy 1957 a trenér.
V československé basketbalové lize hrál v sezóně 1953/54 za Ekonom Praha (6. místo), dalších 6 sezón (1954-1960) za Slavia VŠ / ITVS Praha a celkem odehrál 7 ligových sezón, v nichž se družstvo umístilo nejlépe na 4. místě v roce 1957. V sezóně 1968/69 byl trenérem ligového družstva mužů Slavia VŠ Praha, se kterým získal nejen titul mistra republiky, ale také vítězství v Poháru vítězů pohárů, když ve Vídni ve finále Slavia VŠ Praha porazila Dinamo Tbilisi 80:74. 
Za československou basketbalovou reprezentaci v letech 1956-1958 odehrál 25 zápasů. Jako hráč se zúčastnil Mistrovství Evropy 1957 v Sofii, na němž s týmem získal bronzovou medaili.
Jako trenér vedl reprezentaci Československa na Mistrovství světa 1970 v Lublani, Jugoslávie (6. místo) a na dvou Mistrovství Evropy 1969 v Neapoli, Itálie (3. místo) a 1971 v Essenu, Německo (5. místo). V roce 1981 byl asistentem trenéra Pavla Petery na Mistrovství Evropy 1981 v Praze, kde s týmem získal opět bronzovou medaili. V roce 2000 byl asistentem trenéra reprezentačního družstva České republiky Michala Ježdíka na Mistrovství Evropy v basketbale hráčů do 20 let v makedonském Ochridu (12. místo).
Pracoval v Ekonomickém ústavu Akademie věd a jako expert Hospodářské a sociální komise OSN pro Asii a Pacifik (1964-1968 a 1972-1977) a jako regionální poradce v Asii pro OSN (1997-2000). Je autorem knih z oblasti ekonomiky.
Jeho manželka Ludmila Ordnungová-Lundáková patřila mezi opory basketbalového reprezentačního družstva Československa, s nímž získala tři bronzové medaile za třetí místa na dvou Mistrovství světa 1957 v Rio de Janeiro a 1959 v Moskvě a na Mistrovství Evropy v basketbale žen 1958 v polské Lodži. Na Mistrovství světa 1957 v Rio de Janeiro byla vyhlášena miss (nejkrásnější dívkou) celého šampionátu. V československé basketbalové lize žen hrála celkem 8 sezón, všechny za Spartu Praha (Spartak Sokolovo), v nichž v letech 1954 až 1962 s týmem získala v ligové soutěži celkem šest medailí, jedenkrát titul mistra Československa (1958), dvakrát druhé a třikrát třetí místo. V roce 2005 byla uvedena do Síně slávy České basketbalové federace.

## Sportovní kariéra

### Hráč klubů
- 1953-1954 Ekonom Praha 6. místo (1954)
- 1954-1957 Slavia VŠ Praha, 4. místo (1957), 3x 5. místo (1958-1960), 2x 6. místo (1955, 1956)

### Československo
- Za reprezentační družstvo Československa v letech 1956-1958 hrál celkem 25 zápasů,
- Mistrovství Evropy 1957 Sofie, Bulharsko (25 bodů /7 zápasů) 3. místo

## Trenér

### Klub
- 1968-1969 Slavia VŠ Praha, mistr Československa 1969, vítěz Poháru vítězů pohárů 1969

### Československo
- Mistrovství světa 1970 Lublaň, Jugoslávie (6. místo)
- Mistrovství Evropy 1969 Neapol, Itálie (3. místo), 1971 Essen, Německo (5. místo), 1981 Praha (asistent trenéra, 3. místo)

### Česká republika
- Mistrovství Evropy 2000 v basketbale hráčů do 20 let, Ohrid, Makedonie (asistent trenéra, 12. místo)

## Knihy a články
- Nikolaj Ordnung : Postavení rozvojových zemí ve světové ekonomice na prahu 80. let, Ekonomický ústav Československé akademie věd, Praha 1981, 340s
- Nikolaj Ordnung : Tendence a perspektivy ekonomického vývoje a postavení rozvojových zemí ve světové ekonomice, Ekonomický ústav ČSAV, 1. vydání, Praha 1989, 313s
- Jiří Fárek, Nikolaj Ordnung : Finančně úvěrová krize kapitalismu a rozvojové země, 1. vydání, Praha Svoboda 1987 258s
- Nikolaj Ordnung : Světová banka : základní činnosti a některé otázky spojené s obnovením členství Československa, Finance a úvěr 40/5 1990 str.332-343
- Alois Holub, Jaroslav Foltýn, Nikolaj Ordnung: Rozvojová ekonomika, Vysoká škola ekonomická, Praha 1993, 128s